# Spoorlijn Auneau-Ville - Dreux
De spoorlijn Auneau-Ville - Dreux was een Franse spoorlijn van Auneau naar Dreux. De lijn was 45,9 km lang zijn en heeft als lijnnummer 554 000.

## Geschiedenis
De lijn werd in gedeeltes geopend door de Compagnie des chemins de fer de l'Ouest, van Maintenon naar Dreux op 21 augustus 1887 en van Auneau-Ville naar Maintenon op 3 april 1892. Personenvervoer werd stapsgewijs opgeheven, tussen Gallardon en Maintenon op 7 november 1938, tussen Auneau-Ville en Gallardon op 1 april 1940 een tussen Maintenon en Dreux op 20 april 1940. Goederenvervoer tussen Auneau-Ville en Maintenon was er tot 1942, tussen Villemeux en Dreux tot 18 mei 1952, tussen Nogent-le-Roi en Villemeux tot 3 april 1972 en tussen Maintenon en Nogent-le-Roi tot 1 mei 1989.

## Aansluitingen
In de volgende plaatsen is er een aansluiting op de volgende spoorlijnen:
Auneau-Ville
RFN 555 000, spoorlijn tussen Beaulieu-le-Coudray en Auneau-Embranchement
Gallardon-Pont
RFN 553 000, spoorlijn tussen Ouest-Ceinture en Chartres
Maintenon
RFN 420 000, spoorlijn tussen Paris-Montparnasse en Brest
Dreux
RFN 395 000, spoorlijn tussen Saint-Cyr en Surdon
RFN 397 000, spoorlijn tussen Dreux en Saint-Aubin-du-Vieil-Évreux
RFN 409 000, spoorlijn tussen Chartres en Dreux

## Galerij

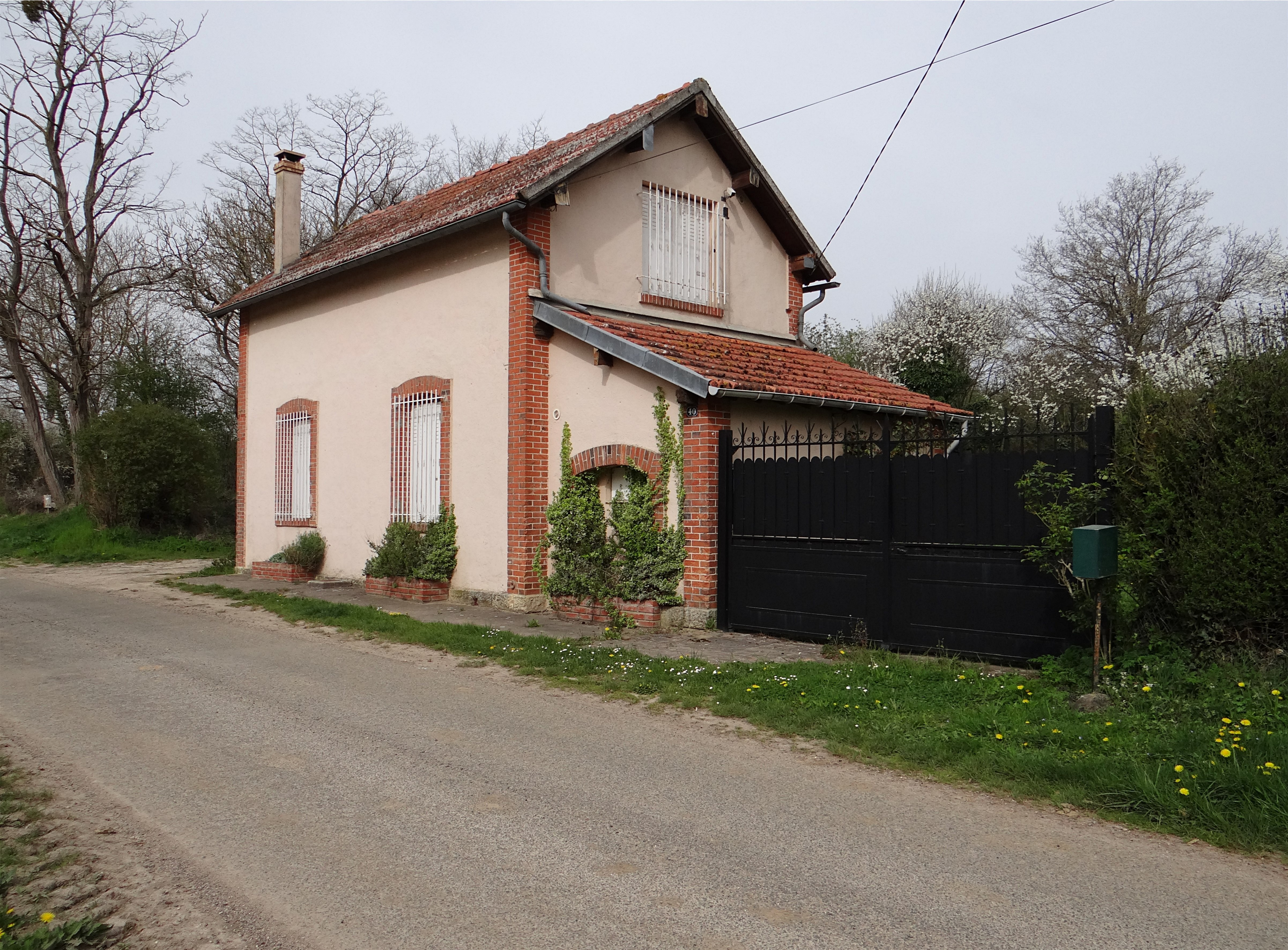
Station Gué-de-Longroi
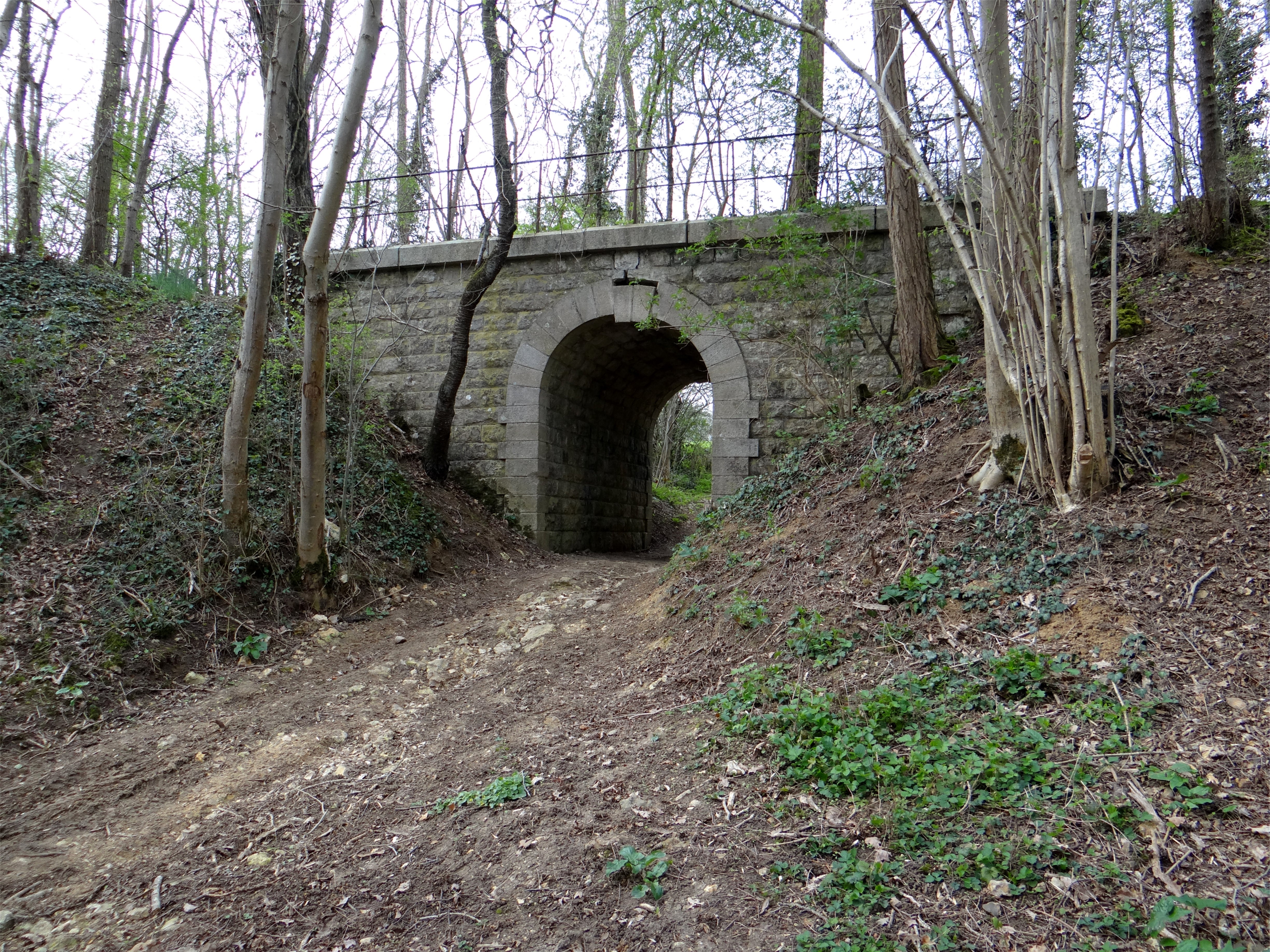
Viaduct bij station Gué-le-Longroi
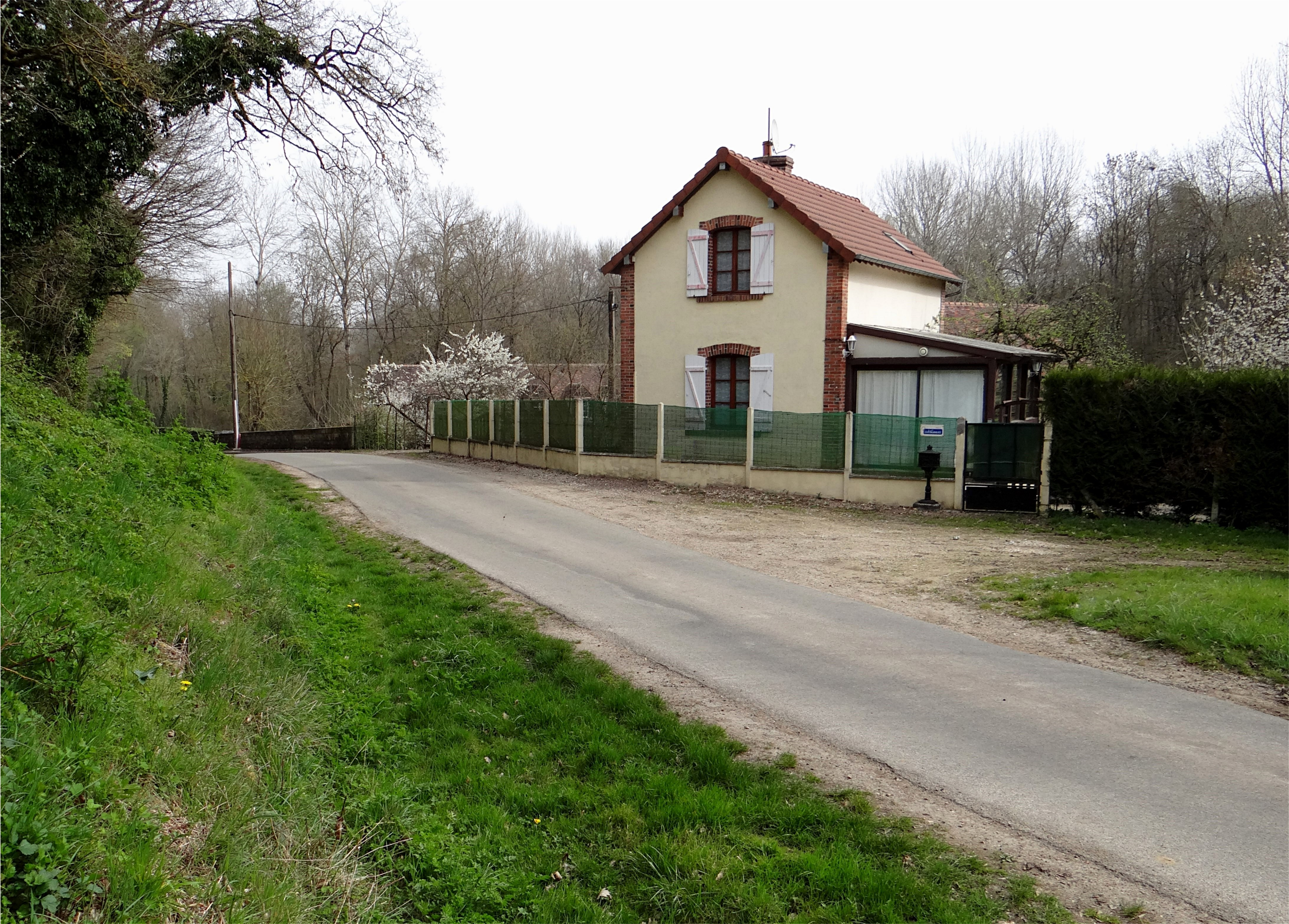
Station Oinville-sous-Auneau
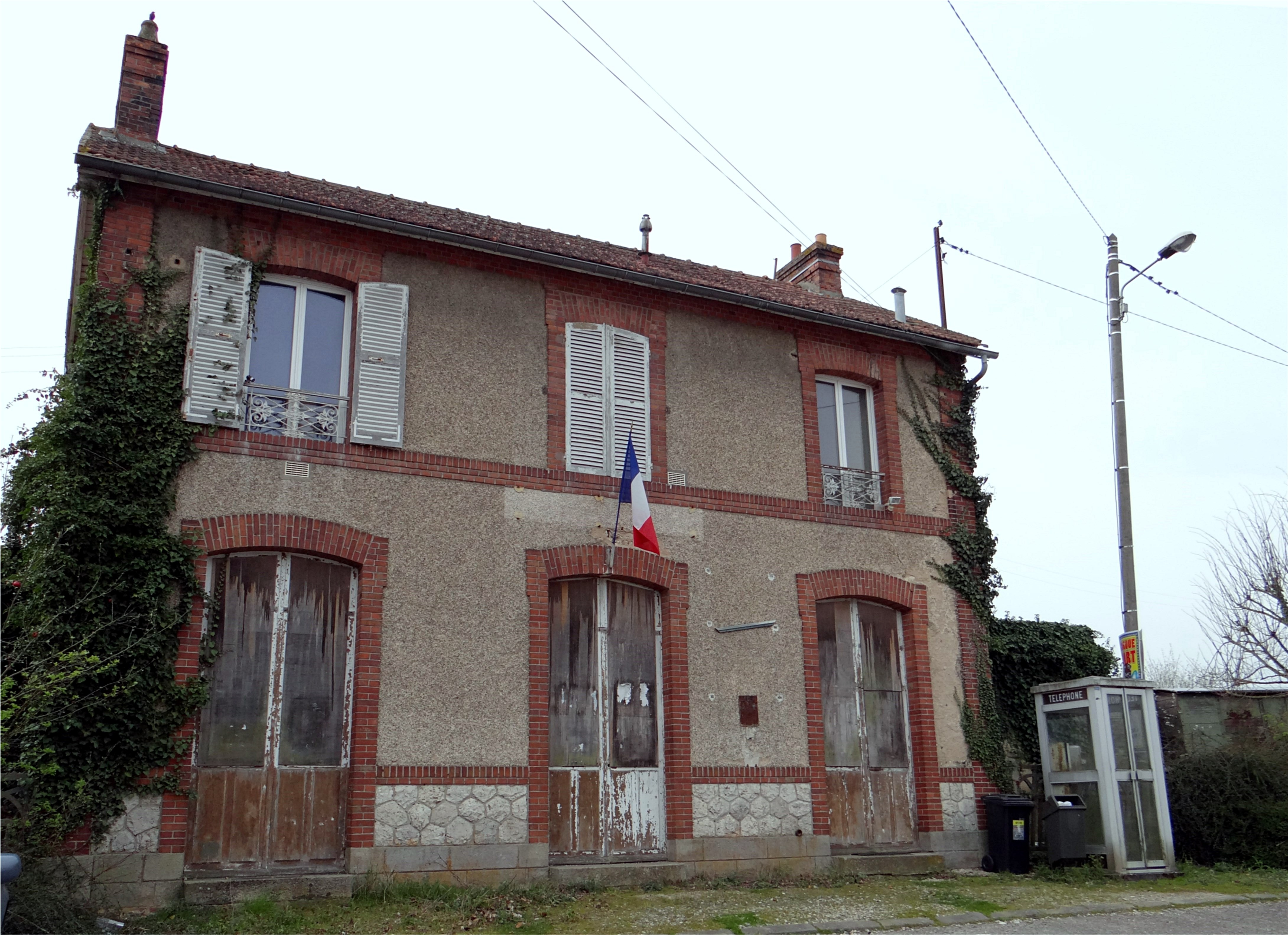
Voorzijde van station Bailleau-Armenonville
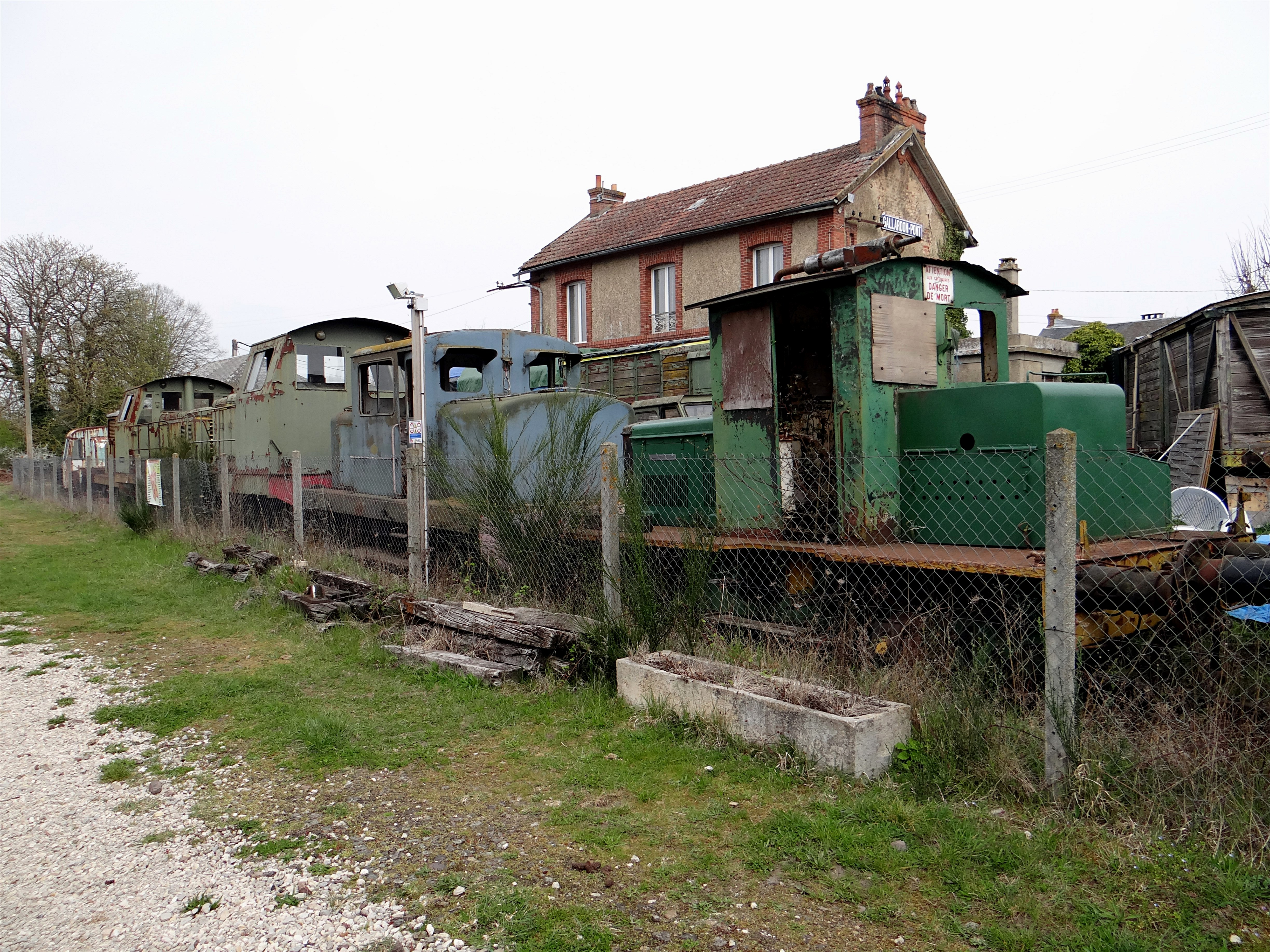
Perronzijde van station Bailleau-Armenonville